# 1re division de cavalerie indienne
La 1st Indian Cavalry Division est une division régulière de l'Armée des Indes britanniques. Elle prend le départ pour la France depuis Bombay le 16 octobre 1914, sous le commandement du major-général Hew Dalrymple Fanshawe (en). Elle devient la 4th Cavalry Division en novembre 1916. Durant la Première Guerre mondiale, la division sert dans les tranchées en tant qu'infanterie.